# Vrees
Vrees (niedersächsisch: Wreeis) ist eine Mitgliedsgemeinde der Samtgemeinde Werlte und liegt im Nordosten des Emslandes. Mit 1933 Einwohnern zählt Vrees zu den kleineren Gemeinden im Landkreis Emsland.
Zwischen 1996 und 2016 schnitt Vrees mehrfach erfolgreich in den Wettbewerben Europäischer Dorferneuerungspreis, Unser Dorf soll schöner werden beziehungsweise Unser Dorf hat Zukunft von Kreis- bis auf Europaebene ab.

## Geografie

### Geografische Lage
Die Gemeinde Vrees liegt im Nordosten des Landkreises Emsland im östlichen Teil des Hümmlings.

### Nachbargemeinden
Nachbarorte sind im Norden Neuvrees bzw. Gehlenberg und im Nordosten Markhausen, die zur Stadt Friesoythe im Landkreis Cloppenburg gehören, im Osten die Ortschaft Peheim, die zur Gemeinde Molbergen gehört, im Süden Lindern im Landkreis Cloppenburg, im Südwesten die Gemeinde Werlte und im Westen die Gemeinde Rastdorf, wie auch Vrees selbst Mitglied der Samtgemeinde Werlte.

## Geschichte
Im Namen Vrees (alt: Weres 948) ist das altfriesische vris = Moor, Moder enthalten, vergl. auch Vrisebeke, Vrisendonk und Friesland. Der Name taucht in jüngerer Zeit erst wieder als Vrees auf. Der Ort war zunächst sächsisch, geriet aber unter friesischen Einfluss und wurde später zum Sigiltra-(Sater-) Gau gerechnet. Hermann Abels vermutet für Weres einen Schreib- oder Lesefehler und nimmt eine Friesenkolonie in diesem Ort an.

## Politik

### Gemeinderat
Der Rat der Gemeinde Vrees besteht aus 11 Ratsfrauen und Ratsherren. Dies ist die festgelegte Anzahl für die Mitgliedsgemeinde einer Samtgemeinde mit einer Einwohnerzahl zwischen 1.001 und 2.000 Einwohnern. Die 11 Ratsmitglieder werden durch eine Kommunalwahl für jeweils fünf Jahre gewählt. Die aktuelle Amtszeit begann am 1. November 2021 und endet am 31. Oktober 2026.
Bei der Kommunalwahl 2021 ergab sich folgende Sitzverteilung:
- CDU: 9 Sitze
- FDP: 2 Sitze

Die nächsten Kommunalwahlen finden 2026 statt.

### Bürgermeister
Ehrenamtlicher Bürgermeister der Gemeinde Vrees ist seit 1991 Heribert Kleene von der CDU. Bei der konstituierenden Ratssitzung im November 2021 wurde er wieder einstimmig zum Bürgermeister gewählt.

### Wappen
Blasonierung: Ein schräglinker Balken wird begleitet oben von einer grünen Eiche mit schwarzem Stamm auf goldenem Feld und unten von einer goldenen Mitra, unterlegt durch einen schräglinken Bischofsstab mit nach unten offener Krucke, von der ein Panisellium mit den Buchstaben S.N. herabhängt, auf rotem Feld.
Der blaue Balken steht für den Namen Vrees, welcher, der ältesten Schreibweise Weres in der Schenkungsurkunde Ottos d. Gr. von 947 folgend, als Moor, Sumpf und Fließendes, Wasser gedeutet werden kann. Ebenso versinnbildlicht er die Gewässer in der Gemarkung Vrees wie Dorfteich und Marka, deren Name Grenzbach ihre Bedeutung im Laufe der Geschichte genau beschreibt.
Die grüne Eiche ist Symbol für die vielen gepflegten Eichenbrinke in und um Vrees. Die Eiche erinnert auch an die früheren Landesherren, die Fürstbischöfe von Münster und die Herzöge von Arenberg, die den Hümmling vorzugsweise als Jagdgebiet nutzten. Der Eleonorenwald bei Vrees ist Teil solcher ehemaliger hochherrschaftlicher Jagd- und Forstreviere und befindet sich seit 1928 im Eigentum der heute gemeinnützigen Arenberg-Meppen GmbH.
Mitra und Stab in Verbindung mit den Buchstaben S. für Sanctus und N. für Nikolaus verweisen auf den Schutzpatron der Pfarrkirche, die den sichtbaren Mittelpunkt der Gemeinde bildet. Die Farben Rot und Gold drücken die Verbundenheit aus mit den anderen vier Gemeinden Lahn, Lorup, Rastdorf und Werlte, die zusammen mit der Gemeinde Vrees seit 1973 die Samtgemeinde Werlte bilden und auf deren Wappen ebenfalls diese Farben stehen. Das Vreeser Wappen wurde 1997 im Rahmen einer Feier zum 1050-jährigen Bestehen der Gemeinde entworfen.

## Kultur und Sehenswürdigkeiten

### Bauwerke

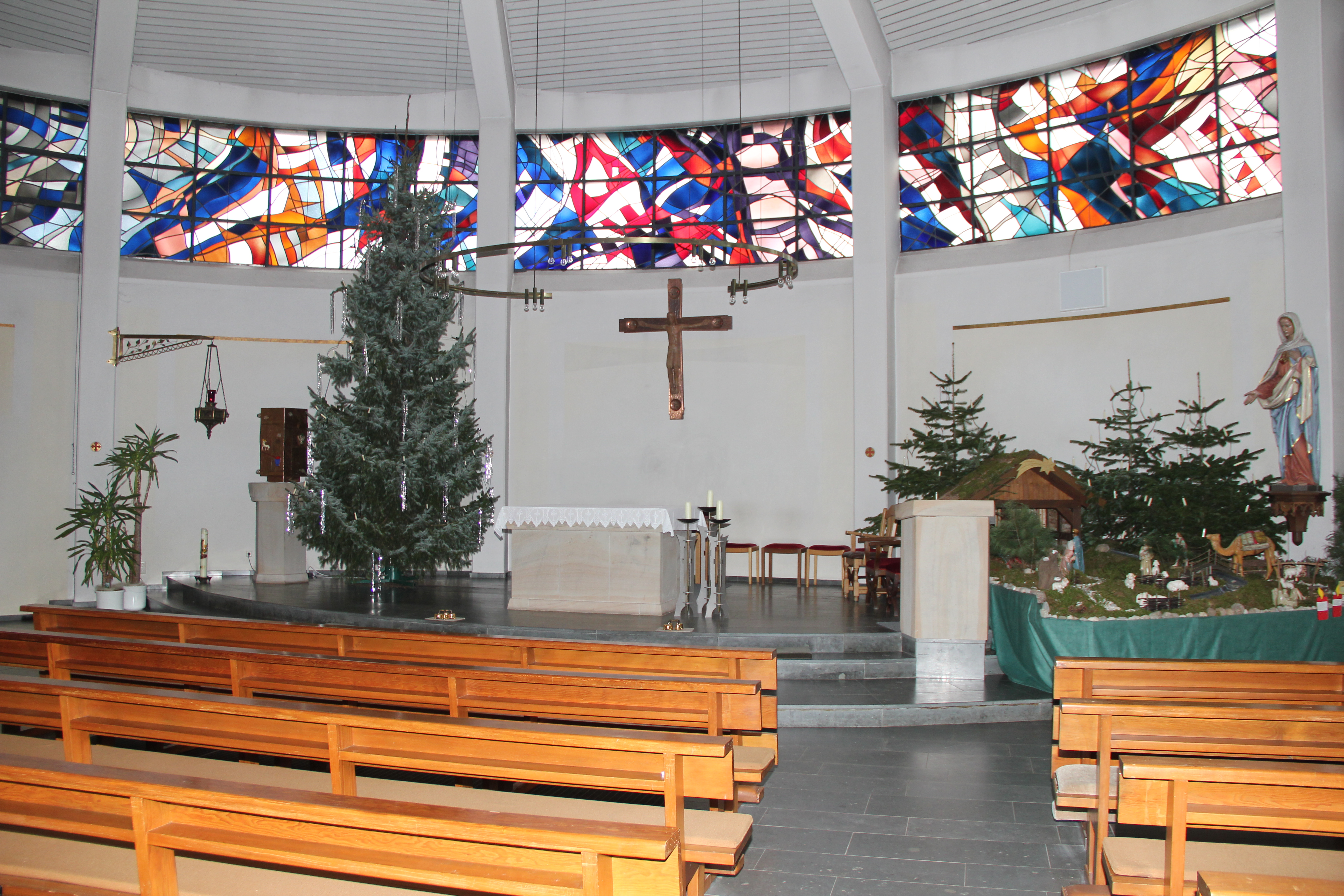
Innenansicht der Kirche St. Nikolaus in Vrees

Das Heimathaus Vrees ist seit Mai 1992 das kulturelle Zentrum des Ortes. Das ursprünglich in Voltlage stehende Fachwerkbauernhaus von 1780 wurde 1989 im Rahmen einer Arbeitsbeschaffungsmaßnahme abgetragen und in Vrees neu aufgebaut.
Die katholische St.-Nikolaus-Kirche in Vrees wurde 1893/1894 nach Plänen des Osnabrücker Baumeisters Alexander Behnes in reinem neugotischem Stil gebaut. 1970 wurde die Kirche durch den Baumeister und Architekt Josef Feldwisch-Drentrup aus Osnabrück vergrößert, indem man die ursprüngliche Südwand der Kirche durch einen parabolischen Anbau erweiterte. Dem Zeitgeist entsprechend wurde das Innere der alten Kirche weiß gestrichen. 1988 wurde eine abermalige Innenrenovierung durchgeführt, bei der die alte bunte Ausmalung aus der Entstehungszeit der Kirche wiederhergestellt wurde. Zudem wurde durch den Architekten Ludger Sunder-Plaßmann aus Münster eine Umpolung der Kirchenachse zum neuen Hochaltar hin durchgeführt. Ein vom Bildhauer Georg Hörnschemeyer aus Osnabrück geschaffenes modernes Kreuz, das scheinbar im Brennpunkt einer Parabel steht, ist seitdem ein besonderes Merkmal der Kirche, da es das Kreuz nur dreimal in der Welt gibt.

### Vereine
Die Katholische Landjugendbewegung Vrees e. V. (angehörig dem Dekanat Hümmling und dem Diözesanverband Osnabrück) ist ein Verein, der am 2. Februar 1954 von ortsansässigen Jugendlichen gegründet wurde. Eintrittsalter ist das 15. Lebensjahr. Die Mehrheit der ortsansässigen Jugendlichen tritt der KLJB mit erreichen des Eintrittsalters dieser bei. Die KLJB Vrees e. V. zählt zu den aktivsten Vereinen in der Gemeinde. Sie führt viele Veranstaltungen, wie das Landjugendfest, die Dorfreinigung und die Glaubenswochen zu Ostern und Weihnachten durch.

### Sport
Der Sportverein Frisia Vrees e. V., gegründet 1959, ist der größte Sportverein der Gemeinde. Er hat zwei Bereiche: Fußball und Völkerball. Im Fußball nimmt die Frisia mit Jugendmannschaften ab der G-Jugend (Minikicker) bis hin zur A-Jugend an den Wettbewerben teil.

## Wirtschaft und Infrastruktur

### Wirtschaft
Land- und Forstwirtschaft und Industrie bestimmen das Wirtschaftsbild von Vrees. Durch die Erfolge im Unser Dorf soll schöner werden-Wettbewerb konnte sich ein kleiner Tourismuszweig bilden.

### Verkehr
Durch den Ort verläuft die Landesstraße L 836 von Lorup nach Cloppenburg. Im Ort münden die Kreisstraßen K 122 und die K 123 in die Landesstraße.